# Convolvulus ensifolius
Convolvulus ensifolius är en vindeväxtart som beskrevs av P.P.A.Ferreira och Sim.-bianch.. Convolvulus ensifolius ingår i släktet vindor, och familjen vindeväxter. Inga underarter finns listade i Catalogue of Life.